# Подлєпа Олексій Пантелеймонович
Олексій Пантелеймонович Подлєпа (23 серпня 1907, місто Оріхів, тепер Запорізької області — 1 листопада 1970, місто Кривий Ріг Дніпропетровської області) — український радянський діяч, будівельник, керуючий тресту «Криворіжаглобуд» Дніпропетровської області. Герой Соціалістичної Праці (11.08.1966). Депутат Верховної Ради УРСР 7-го скликання.

## Біографія
Народився у родині коваля. З 1923 року працював робітником Оріхівського цегельного заводу, маляром, каменярем, інструктором цегляної кладки. З 1931 року — майстер тресту «Дніпробуд».
У 1933 році закінчив Запорізький будівельний технікум.
У 1933—1939 роках — майстер, виконроб, старший виконроб тресту «Дніпробуд». У 1939—1941 роках — старший виконроб тресту «Запоріжбуд».
Член ВКП(б) з 1940 року.
Під час німецько-радянської війни разом із трестом евакуйований на Урал. Працював начальником будівельно-монтажної дільниці на будівництві металургійного заводу селища Чебаркуль Челябінської області, який був побудований за 75 днів.
У 1944—1945 роках — начальник дільниці на відбудові мартенівських печей Маріупольського металургійного заводу Сталінської області.
У 1945—1951 роках — начальник Запорізького будівельного управління № 10 Запорізької області.
З травня 1951 по листопад 1958 року — керуючий тресту «Кривбасрудбуд» міста Кривого Рогу Дніпропетровської області.
У листопаді 1958 — 1 листопада 1970 року — керуючий тресту «Криворіжаглобуд» міста Кривого Рогу Дніпропетровської області. Був ініціатором створення комплексних бригад на будівництвах міста.
Похований у Кривому Розі Дніпропетровської області.

## Нагороди
- Герой Соціалістичної Праці (11.08.1966)
- три ордени Леніна (4.04.1947, 9.08.1958, 11.08.1966)
- два ордени Трудового Червоного Прапора (2.12.1947, 25.05.1953)
- золота медаль ВДНГ СРСР (1962)
- медалі
- Сталінська премія
- Заслужений будівельник Української РСР (7.08.1965)